# Прибуття (фільм, 2016)
«Прибуття» (англ. Arrival) — американський науково-фантастичний фільм, знятий Дені Вільневом за новелою «Історія твого життя» Теда Чана. Світова прем'єра стрічки відбулась 1 вересня 2016 року на Венеційському кінофестивалі, а в Україні — 10 листопада 2016 року. Фільм розповідає про доктора Луїз Бенкс, лінгвістку, яку наймають американські військові, щоб дізнатися мету візиту прибульців на Землю.

## Сюжет
Проводячи чергову пару в університеті, лінгвіст Луїз Бенкс дізнається, що в кількох місцях світу виникли неопізнані об'єкти. В США оголошують надзвичайний стан, тим часом всі дванадцять НЛО не проявляють ніякої активності. Спецслужби США зв'язуються з різними фахівцями, щоб з'ясувати чого хочуть прибульці. В їх число потрапляє і Луїз Бенкс, її забирає прямо з дому полковник Вебер.
Прибувши в табір біля НЛО штату Монтана, Луїз знайомиться з астрофізиком Ієном Доннелі. Одягнувши захисні костюми, дослідники вирушають до об'єкта. Кожні 18 годин в ньому відкривається вхід, яким вони проникають всередину. Дослідники постають перед прозорою стіною, за якою виникають туманні образи подібних на восьминогів істот. Однак, зрозуміти їхніх рухів і звуків не вдається. В цей час країну охоплює паніка, деякі вважають, що поява НЛО означає наближення кінця світу. Згодом прибульцям посилають запис їхніх же звуків, а у відповідь отримують безсистемні фрагменти запису людської мови. Луїз вирушає на корабель вдруге, показуючи перед стіною напис «людина». Іншопланетяни відповідають загадковими знаками. Вебер вимагає доповідати йому якими словами Луїз збирається спілкуватися надалі. Та вважає передусім довідатися імена прибульців і повідомити своє. Щоб показати, що Луїз — це окрема людина, відмінна від інших, вона знімає захисний костюм, попри можливу небезпеку. Те саме робить і Ієн. Зіставивши їхні імена з виглядом, прибульці називають себе, малюючи знаки. Астрофізик пропонує назвати чужинців Маккартні й Леннон, а їхній вид гептаподами (семиногами). Земляни отримують змогу дослідити структуру їхньої мови. В цей час у Луїз з'являються нав'язливі думки про її доньку, що померла від невиліковної хвороби кілька років тому, після розлучення Бенкс з чоловіком.
Згодом Луїз складає словник загальних для людей і гептаподів понять і починає обмінюватися з ними повідомленнями. Виявляється, письмо прибульців передає сенс, але не звук, і не має поняття часу чи напряму. За місяць Луїз ближче знайомиться з Ієном. Деякі політики розцінюють гептаподів як загрозу і пропонують атакувати їхні кораблі. В Луїз же тільки сильнішають спогади про доньку, зокрема ті, де вона пояснює дівчинці влаштування світу. Ієн припускає — мова визначає спосіб мислення, що і викликає спогади.
Китайський генерал Шенг налаштовує контакт з прибульцями через гру. Луїз побоюється, що це нав'язує гептаподам мислення категоріями перемоги і поразки. Зрештою Луїз запитує про мету прибуття, отримуючи відповідь «оберіть зброю». Лінгвіст наполягає, що прибульці не розрізняють, що таке зброя і знаряддя. Військові ж побоюються, що ті бажають спровокувати людей до війни одних з одними і тим самим ослабити чи знищити. Група радикально налаштованих військових проникає всередину корабля, закладає вибухівку і намагається підірвати його. В цей час Макартні вчить Луїз писати, використовуючи телепатію з ним. Вибух не завдає шкоди кораблю, він лише піднімається вище, а гептаподи переносять Луїз з Ієном на землю. Тим часом китайські військовики висувають прибульцям ультиматум: ті мусять відлетіти, інакше люди атакують їх. Китай, Росія, а слідом за ними й решта країн обривають зв'язок з іншими групами, дослідження мови прибульців заходить у глухий кут.
Ієн розкриває значення останнього повідомлення прибульців — «немає часу, всі стануть одним». Тобто, вони бажають аби люди об'єдналися. Для Луїз прибульці спускають капсулу, в якій вона потрапляє за стіну на кораблі. Леннон говорить їй, що Маккартні «в процесі помирання», але Луїз «має знаряддя». Далі Леннон пояснює Луїз, що гептаподи прибули для того, щоб допомогти людям, бо через три тисячі років земляни допоможуть гептаподам. Гептапод показує видіння майбутнього, де в Бенкс є дочка. Всі 12 кораблів перевертаються, табір евакуйовується. Саме тоді Луїз бачить майбутнє, де вона до кінця написала посібник з гептаподської мови. Лінгвіст робить висновок — «оберіть зброю» означало «вивчити мову» гептаподів. Вона дозволяє інакше мислити, сприймаючи час як єдність минулого і майбутнього, таким чином знати майбутнє. В новому видінні Бенкс бачить зустріч з китайським генералом через 18 місяців, де генерал дякує їй за дзвінок, який допоміг об'єднати країни. Луїз не знає його номера, але генерал показує його і каже, що тепер знатиме в минулому. Вона дзвонить в Китай і вимовляє слова його померлої дружини, які він також повідомив на зустрічі. Китай скасовує атаку на прибульців, кораблі зникають і співпраця людей відновлюється.
За якийсь час у Луїз з Ієном народжується донька Анна. Виявляється, спогади про померлу дівчинку показували не минуле, а майбутнє. Однак Луїз приймає те, що Анна помре, а чоловік покине її, дізнавшись, що їй було відоме таке майбутнє. Та поки що Ієн говорить, що найбільше його вразила зустріч не з прибульцями, а з Луїз.

## У ролях
| Актор          | Роль                                 |
| -------------- | ------------------------------------ |
| Емі Адамс      | доктор Луїз Бенкс (лінгвістка)       |
| Джеремі Реннер | Ієн Доннеллі (військовий астрофізик) |
| Форест Вітакер | полковник Вебер                      |
| Майкл Сталберг | агент Галперн                        |
| Ці Ма          | генерал Шенг                         |
| Марк О'Браян   | капітан Маркс                        |

## Виробництво
Зйомки фільму почались 7 червня 2015 року в Монреалі.

### Музика
Йоганн Йоганнссон почав писати музику, коли почались зйомки фільму, спираючись на сценарій і концепт-арт. Він створив одну з головних тем в перший тиждень, використовуючи вокал і експериментальні петлі фортепіано. Стрічка також використовує композицію Макса Ріхтера «On the Nature of Daylight» з його альбому «The Blue Notebooks» за 2004 рік, щоб відкрити і закрити фільм. Через що музичний супровід не зміг претендувати на премію «Оскар», бо розбавлений вже існуючою музикою.

## Сприйняття

### Критика
Фільм отримав загальне схвалення від кінокритиків. На вебсайті Rotten Tomatoes стрічка має рейтинг 93 % за підсумком 225 рецензій, а її середній бал становить 8,4/10. На Metacritic фільм отримав 81 бал зі 100 на підставі 51 рецензії, що вважається «загальним схваленням».
Кінокритик Юлія Ліпенцева з телеканалу «24» схвально оцінила фільм, написавши наступне: «У першу чергу, „Прибуття“ — зворушлива історія про прийняття невідворотного, любов та насолоду кожним моментом. Ця стрічка — наче ковток свіжого повітря серед шаблонних та агресивних екшенів». Лідія Ретер з порталу «Експеримент» також дала позитивну оцінку фільму, відзначивши послідовність екранізації, монтаж, музику та операторську зйомку.

### Нагороди й номінації
| Список нагород і номінацій             | Список нагород і номінацій | Список нагород і номінацій                    | Список нагород і номінацій                           | Список нагород і номінацій | Список нагород і номінацій |
| Кінопремія                             | Дата церемонії             | Категорія                                     | Номінант(и)                                          | Результат                  | Дж                         |
| -------------------------------------- | -------------------------- | --------------------------------------------- | ---------------------------------------------------- | -------------------------- | -------------------------- |
| Camerimage                             | 19 листопада 2016          | «Золота жаба» за найкращу операторську роботу | Бредфорд Янг                                         | Номінація                  |                            |
| Американське товариство кінооператорів | 4 лютого 2017              | Найкращий кінооператор прокатного фільму      | Бредфорд Янг                                         | Номінація                  | [ 8 ]                      |
| Американський інститут кіномистецтва   | 6 січня 2017               | 10 найкращих фільмів року                     | «Прибуття»                                           | Перемога                   | [ 9 ] [ 10 ]               |
| Венеційський кінофестиваль             | 10 вересня 2016            | «Золотий лев»                                 | «Прибуття»                                           | Номінація                  |                            |
| Венеційський кінофестиваль             | 10 вересня 2016            | Приз «Future Film Festival Digital Award»     | «Прибуття»                                           | Номінація                  |                            |
| Премія AACTA                           | 6 січня 2017               | Найкращий фільм                               | «Прибуття»                                           | Номінація                  | [ 11 ] [ 12 ]              |
| Премія AACTA                           | 6 січня 2017               | Найкращий режисер                             | Дені Вільнев                                         | Номінація                  | [ 11 ] [ 12 ]              |
| Премія AACTA                           | 6 січня 2017               | Найкраща акторка                              | Емі Адамс                                            | Номінація                  | [ 11 ] [ 12 ]              |
| Премія БАФТА                           | 12 лютого 2017             | Найкращий фільм                               | «Прибуття»                                           | Номінація                  | [ 13 ]                     |
| Премія БАФТА                           | 12 лютого 2017             | Найкращий режисер                             | Дені Вільнев                                         | Номінація                  | [ 13 ]                     |
| Премія БАФТА                           | 12 лютого 2017             | Найкраща акторка                              | Емі Адамс                                            | Номінація                  | [ 13 ]                     |
| Премія БАФТА                           | 12 лютого 2017             | Найкращий адаптований сценарій                | Ерік Гайссерер                                       | Номінація                  | [ 13 ]                     |
| Премія БАФТА                           | 12 лютого 2017             | Найкращий оператор                            | Бредфорд Янг                                         | Номінація                  | [ 13 ]                     |
| Премія БАФТА                           | 12 лютого 2017             | Найкраща музика                               | Йоганн Йоганнссон                                    | Номінація                  | [ 13 ]                     |
| Премія БАФТА                           | 12 лютого 2017             | Найкращий звук                                | Сільвен Бельмар, Клод Ла Гей, Бернард Гаріпі Штробль | Перемога                   | [ 13 ]                     |
| Премія БАФТА                           | 12 лютого 2017             | Найкращі візуальні ефекти                     | Луї Морін                                            | Номінація                  | [ 13 ]                     |
| Премія БАФТА                           | 12 лютого 2017             | Найкращий монтаж                              | Джо Волкер                                           | Номінація                  | [ 13 ]                     |
| Премія Гільдії кіноакторів США         | 29 січня 2017              | Найкраща акторка                              | Емі Адамс                                            | Номінація                  | [ 14 ]                     |
| Премія Гільдії продюсерів США          | 28 січня 2017              | Найкращий продюсер фільму                     | Шон Леві, Девід Лінд, Аарон Райдер, Ден Левайн       | Номінація                  | [ 15 ]                     |
| Премія Гільдії режисерів США           | 4 лютого 2017              | Найкращий режисер                             | Дені Вільнев                                         | Номінація                  | [ 16 ]                     |
| Премія Гільдії сценаристів США         | 19 лютого 2017             | Найкращий адаптований сценарій                | Ерік Гайссерер                                       | Перемога                   | [ 17 ]                     |
| Премія «Золотий глобус»                | 8 січня 2017               | Найкраща акторка (драма)                      | Емі Адамс                                            | Номінація                  | [ 18 ] [ 19 ]              |
| Премія «Золотий глобус»                | 8 січня 2017               | Найкраща музика                               | Йоганн Йоганнссон                                    | Номінація                  | [ 18 ] [ 19 ]              |
| Премія «Оскар»                         | 26 лютого 2017             | Найкращий фільм                               | «Прибуття»                                           | Номінація                  | [ 20 ]                     |
| Премія «Оскар»                         | 26 лютого 2017             | Найкращий режисер                             | Дені Вільнев                                         | Номінація                  | [ 20 ]                     |
| Премія «Оскар»                         | 26 лютого 2017             | Найкращий адаптований сценарій                | Ерік Гайссерер                                       | Номінація                  | [ 20 ]                     |
| Премія «Оскар»                         | 26 лютого 2017             | Найкращий звуковий монтаж                     | Сільвен Бельмар                                      | Перемога                   | [ 20 ]                     |
| Премія «Оскар»                         | 26 лютого 2017             | Найкращий звук                                | Гаріпі Штробль і Клод Ла Гей                         | Номінація                  | [ 20 ]                     |
| Премія «Оскар»                         | 26 лютого 2017             | Найкращий художник-постановник                | Пол Готте і Патріс Верметт                           | Номінація                  | [ 20 ]                     |
| Премія «Оскар»                         | 26 лютого 2017             | Найкращий оператор                            | Бредфорд Янґ                                         | Номінація                  | [ 20 ]                     |
| Премія «Оскар»                         | 26 лютого 2017             | Найкращий монтаж                              | Джо Вокер                                            | Номінація                  | [ 20 ]                     |